# Temple vaudois de Florence
Le temple vaudois de Florence - en italien chiesa Valdese di Firenze - est un édifice religieux protestant située à l'angle des rues Pier Antonio Micheli et Alfonso La Marmora à Florence, en Italie. De 1892 à 1966, il abrite un culte anglican sous le titre d'Holy Trinity Church.

## Histoire
En 1827, l'Église réformée suisse inaugure le cimetière anglais de Florence, un cimetière international œcuménique pour les ressortissants orthodoxes et protestants du grand-duché de Toscane.
Entre 1843 et 1846, la première église anglicane de Florence, dédiée à la Sainte Trinité, est construite à cet endroit sur un projet de l'architecte Domenico Giraldi. En 1877, une partie de la communauté anglicane se sépare de celle d'origine, et fonde une seconde paroisse à Oltrarno, sur la rive gauche de l'Arno, la Chiesa Anglicana di St. Mark.
En 1890, la communauté anglicane de Florence de construire une nouvelle église. Elle confie la tâche à l'architecte écossais George Frederick Bodley. Les travaux commencent en 1892 et se terminent en 1904 . En 1966, l'édifice est racheté par l'église vaudoise qui se réunissait auparavant au temple de via dei Serragli, à l'intérieur du bâtiment Ricasoli-Salviati, actuel siège de l'Institut Emily Gould,,.

## Description

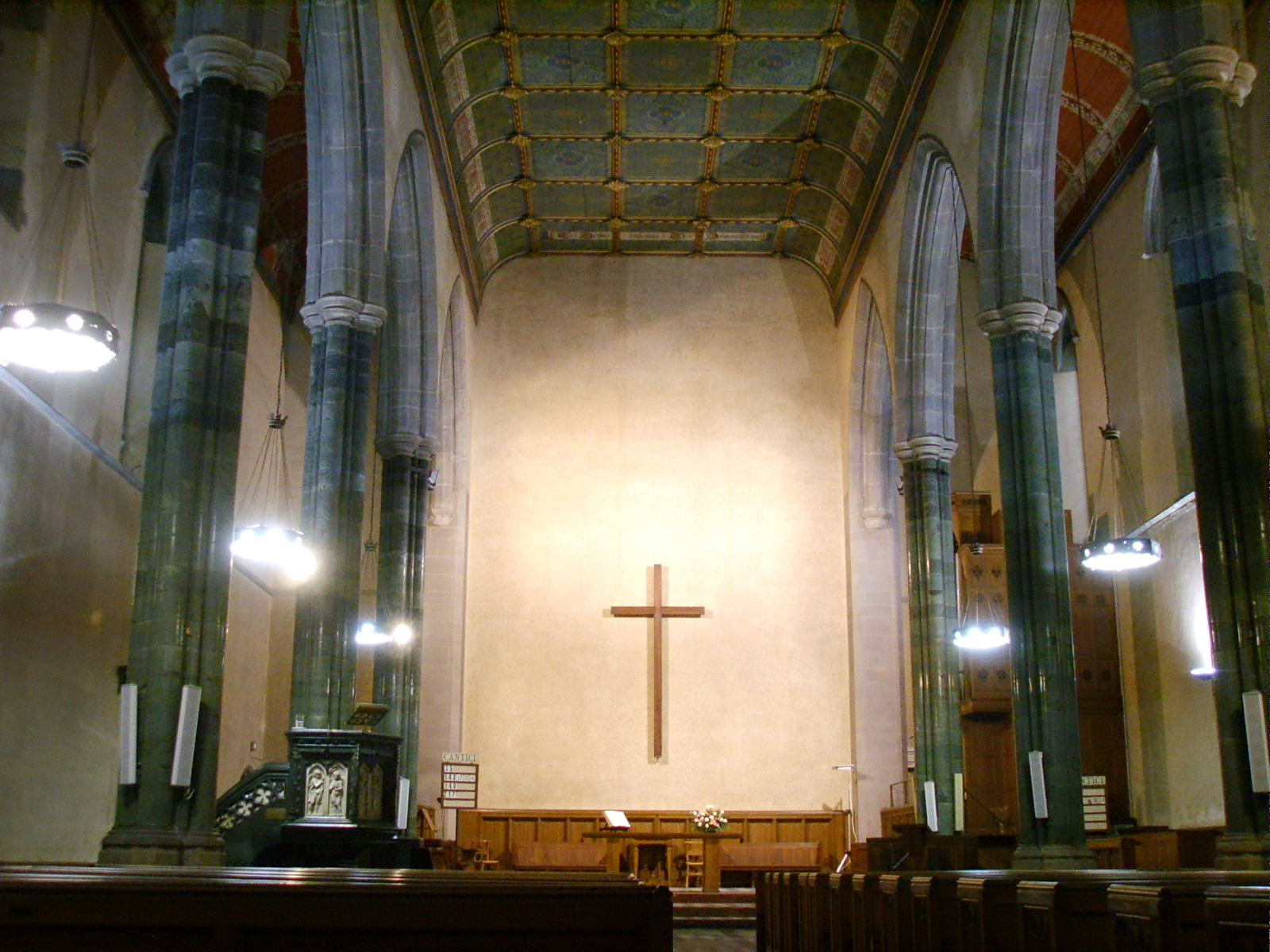
Nef

Le temple vaudois est de style néo-gothique anglais. Extérieurement, il se caractérise par le haut clocher à plan quadrangulaire, légèrement détaché du corps de la nef auquel il se rattache par des arcs-boutants. Elle est à parement maçonné en blocs de pierre de taille pietra serena. Les fenêtres sont trilobées. Des statues en marbre représentent des saints particulièrement célébrés au Royaume-Uni, tel que le martyr Étienne, Jean le Baptiste (côté via Micheli), Georges de Lydda et Alban de Verulamium (côté via La Marmora), l'apôtre André et le roi David Ier d'Écosse (côté face à l'église) ; Patrick d'Irlande et Augustin d'Hippone (côté vers l'atrium). L'auteur de Jean-Baptiste, David, Alban, Augustin et Étienne est Cesare Fantacchiotti (1904). L'atrium, constitue l'accès principal à l'église, s'élève à gauche de la tour et constitue une partie inférieure de l'édifice par rapport au reste de l'édifice ; un deuxième portail s'ouvre sur le côté droit de la nef.
L'église est précédée de l'atrium, couvert d'une voûte d'arête élaborée. La nef, sans transept ni abside, est divisée en trois par cinq arcs en ogive reposant sur des piliers quadrilobés. L'environnement est éclairé par les fenêtres à meneaux élancés des murs latéraux et la fenêtre trilobés de la contre-façade, avec des vitraux polychromes représentant des saints, conçus par Natale Bruschi et réalisés par la firme londonienne Burlison & Grylls. Le plafond en bois a une décoration picturale élaborée ; dans la zone de la nef principale, le Chrisme est un motif récurrent.
Sous le troisième arc à gauche, se trouve la chaire en marbre avec des bas-reliefs représentant des anges jouant des instruments de musique, tandis que les fonts baptismaux sont situés sous l'arc suivant. La table de communion en bois est surélevée de quelques marches et derrière elle se trouve une grande croix. À l'origine, avant que l'édifice ne soit adapté au culte vaudois, le chœur était délimité par un jubé en bois sculpté.
Dans la dernière travée de l'allée droite, est installé un orgue, construit par le facteur William George Trice entre 1897 et 1898, avec 14 jeux sur deux claviers et pédalier, à transmission entièrement mécanique.

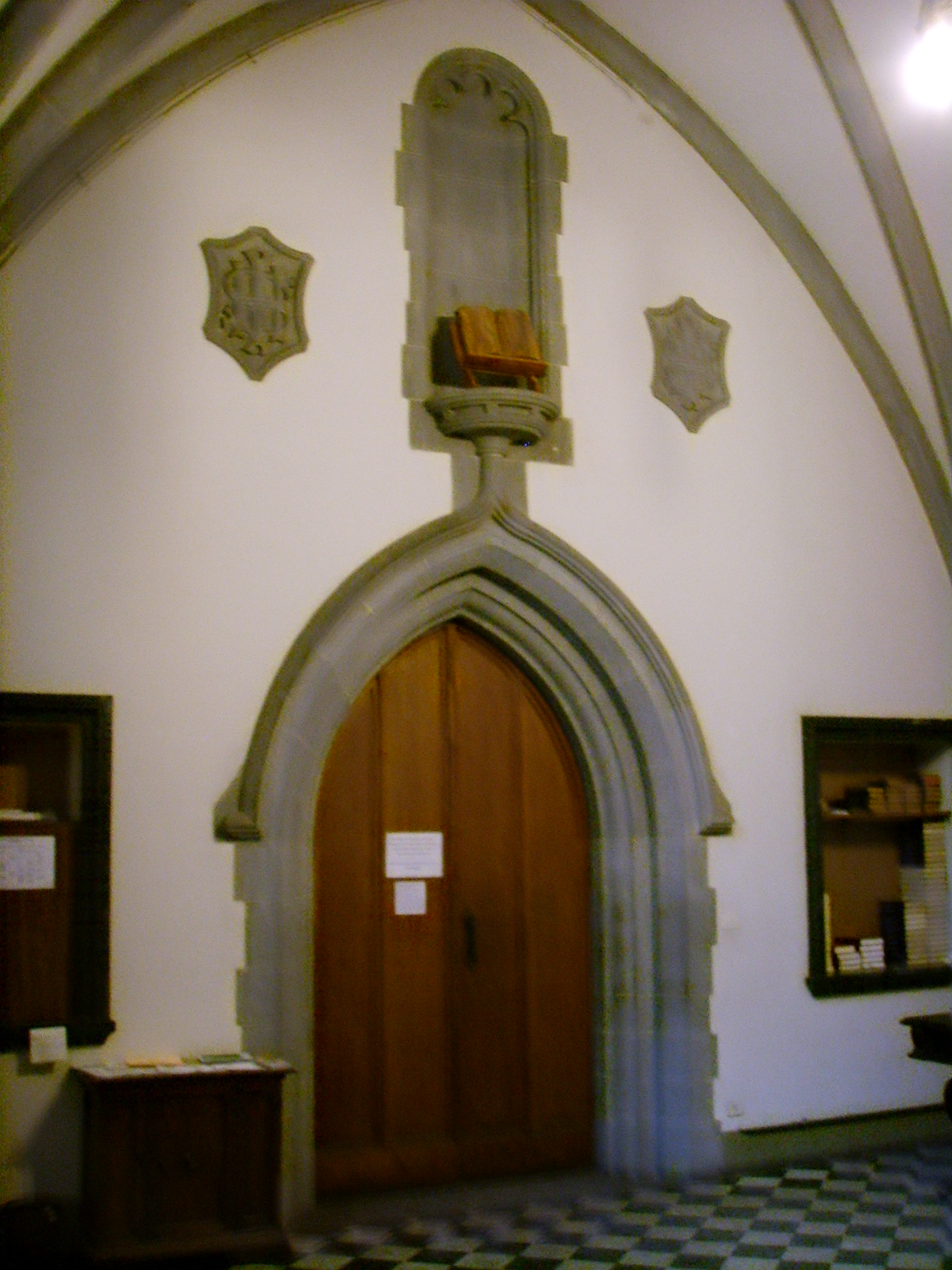
Atrium
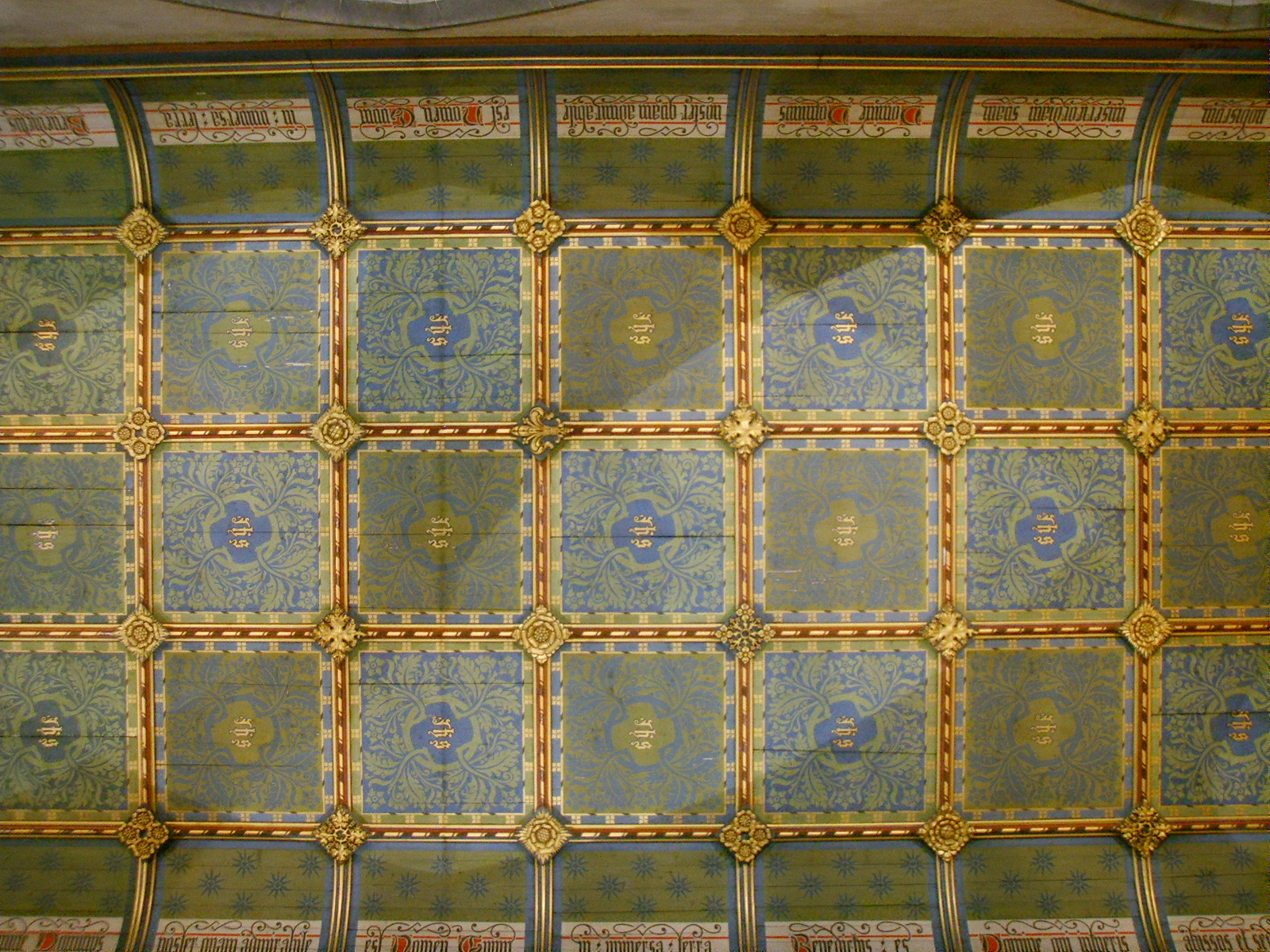
Plafond de la nef centrale
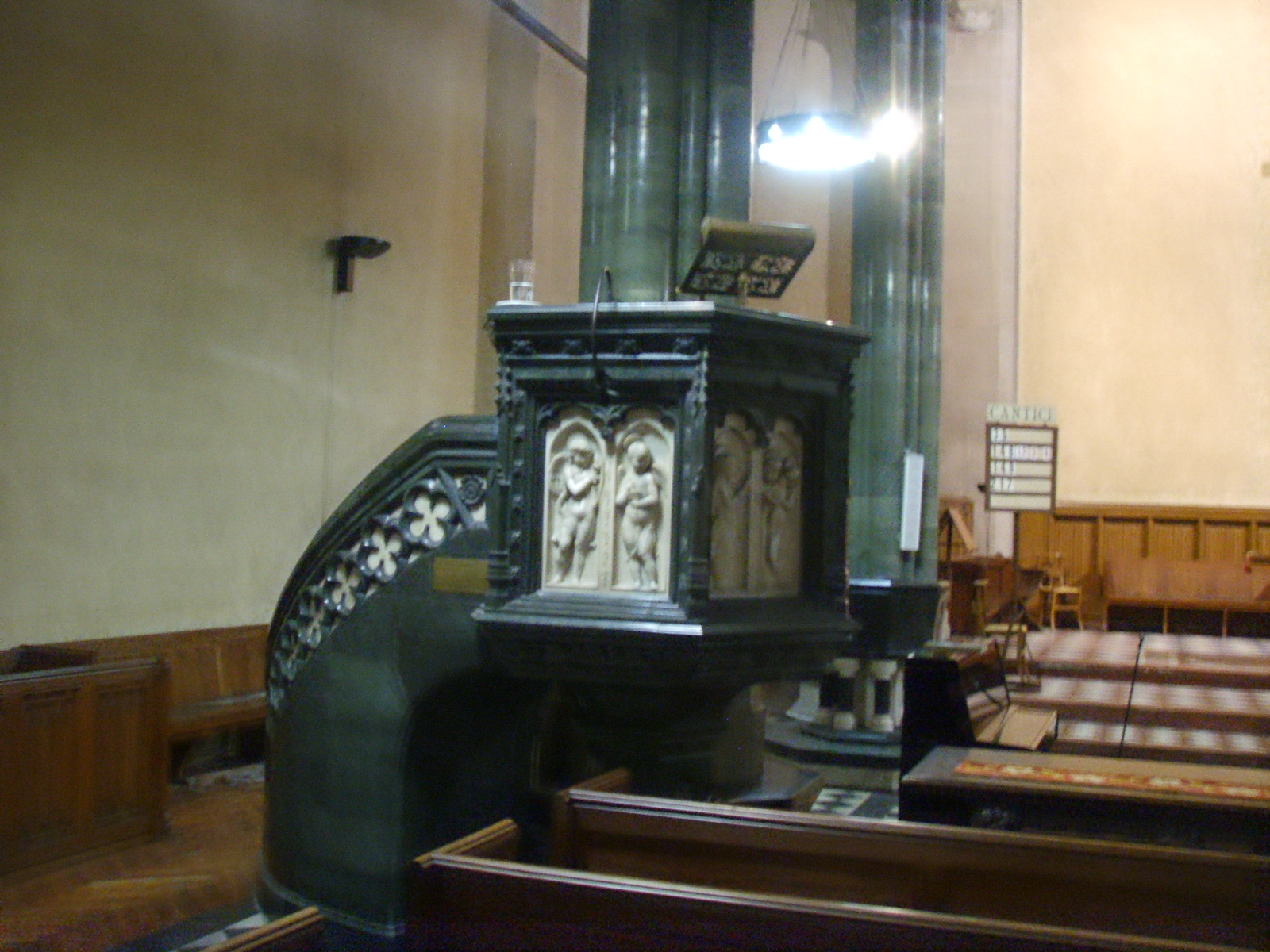
Chaire